# Магдалена Вільгельміна Вюртемберзька
Магдалена Вільгельміна Вюртемберзька (нім. Magdalena Wilhelmine von Württemberg, 1677–1742) — німецька шляхтянка, маркграфиня Баден-Дурлахська, донька герцога Вюртемберзького Вільгельма Людвіга та Магдалени Сибілли Гессен-Дармштадтської, дружина маркграфа Баден-Дурлахського Карла III.

## Біографія
Магдалена Вільгельміна народилась 7 листопада 1677 року у Штутгарті за чотири з половиною місяці по смерті батька, вюртемберзького герцога Вільгельма Людвіга. Її матір, Магдалена Сибілла, стала регенткою при неповнолітньому сині і старшому браті Вільгельміни, Ебергарді.
У 1693 році Ебергард був проголошений повноправним герцогом Вюртембергу. Мати після цього відійшла від двору і стала жити в палаці Кірхгайм.
16 травня 1697 року Ебергард одружився із Йоганною Баден-Дурлахською, з якою був у певньому ступені родства. За місяць, 27 червня 1697, Магдалена Вільгельміна побралася у Штутгарті із Карлом Вільгельмом Баден-Дурлахським, що був рідним братом Йоганни і старшим сином правлячого маркграфа. У подружжя народилося троє дітей.

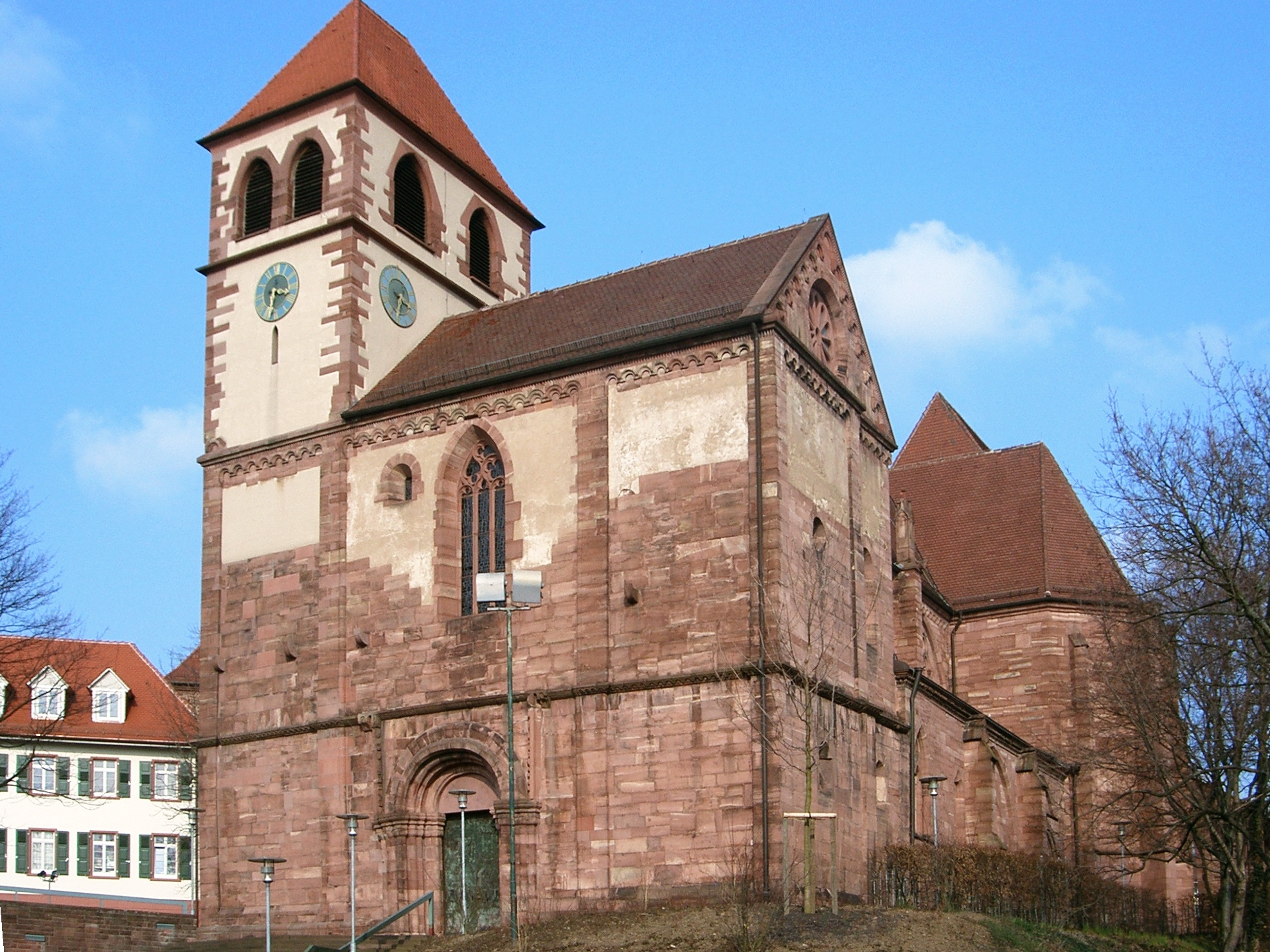
Церква Пфорцхайму

Цей шлюб був здійснений з політичних мотивів і мав на меті укріплення зв'язків між правлячими домами Бадену та Вюртембергу. Зовнішність Вільгельміни не подобалась Карлу, який любив красивих жінок. Чоловік вважав, що в неї завеликий ніс. Знаходив він і інші недоліки. Був дуже екстравагантною людиною, мав багато коханок.
Після народження двох нащадків чоловічої статі Карл віддалився від дружини.
1709 року він став маркграфом Баден-Дурлахським під іменем Карла III Вільгельма, Магдалена Вільгельміна стала маркграфинею. 1715 року Карл переніс свою резиденцію до Карлсруе, Вільгельміна ж залишилися у замку Карлсбург.
1738-го Карл Вільгельм помер. Всі їхні діти до того часу померли, але принц Фрідріх залишив по собі двох синів. Старшому з них на той час було десять років. Маркграфиня взяла опіку над онуками, якою займалася до своєї смерті у 1742 році. Похована Магдалена Вільгельміна була у склепі церкви замку Пфорцхайм.

## Родина

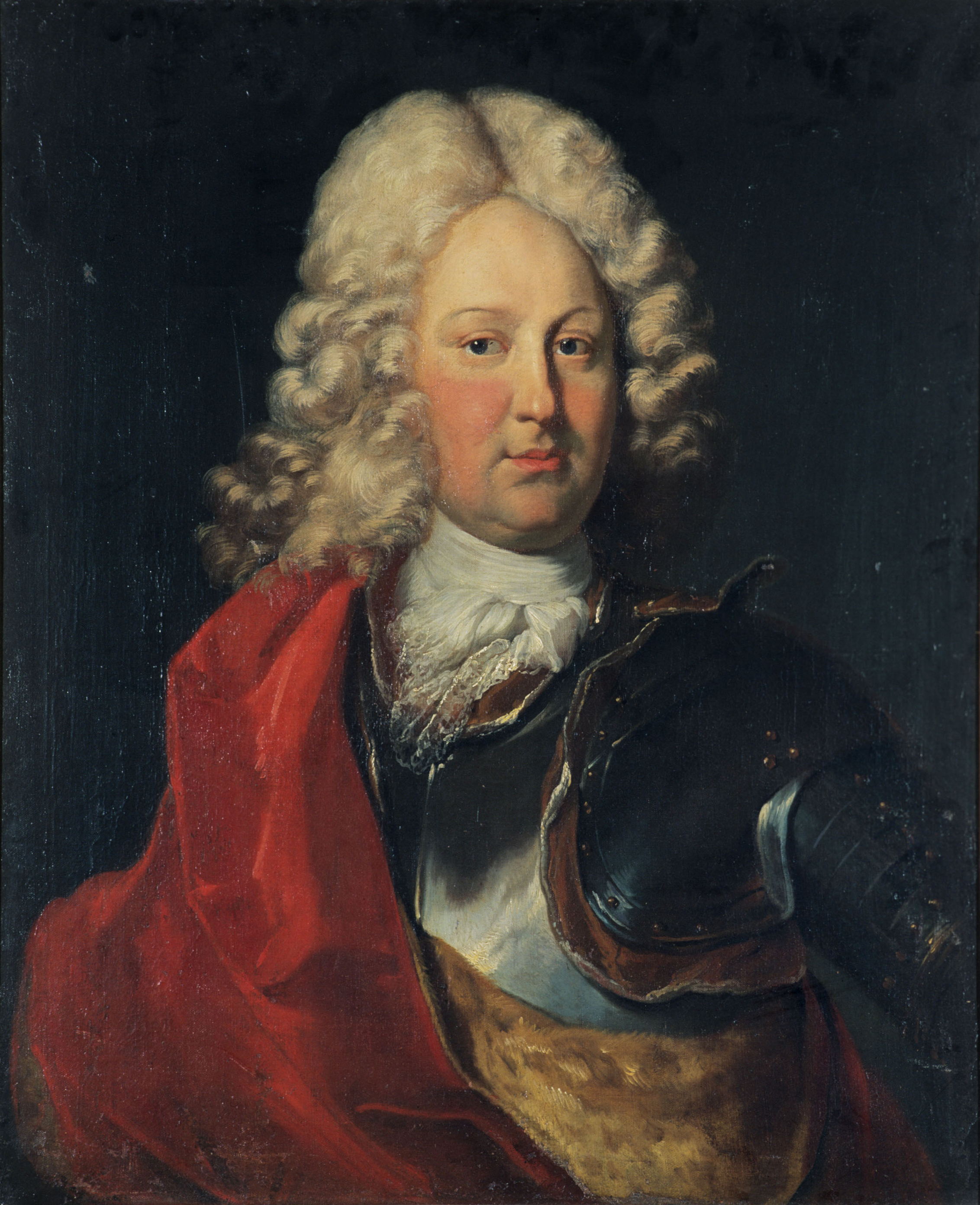
Карл III Вільгельм

Чоловік — Карл III Вільгельм, маркграф Баден-Дурлахський
ДІти:
- Карл Магнус (1701–1712) — помер у 10 років.
- Фрідріх (1703–1732) — спадкоємний принц Вюртембергу, помер раніше від батька. Був одружений із Анною Шарлоттою Нассау-Діц, мав двох синів — Карла Фрідріха та Вільгельма Людвіга.
- Августа Магдалена (1706–1709) — померла у ранньому віці.